# 秦海璐
秦海璐（1978年8月11日—），中国女演员、編劇，中国國家一級演員，辽宁大连人，出生于辽宁营口，祖籍山东黄县（龙口市）。秦海璐曾獲金馬獎最佳新演員、最佳女主角、最佳原著劇本獎。

## 經歷
秦海璐1990年進入营口市戏曲学校京剧刀马旦专业就讀，1996年，考入中央戏剧学院表演系本科。2000年毕业后考入中央实验话剧院。2000年毕业于中央戏剧学院表演系本科，和章子怡、梅婷、胡静、曾黎、傅晶、袁泉并称“七朵金花”，与章子怡、梅婷、胡静、曾黎、袁泉、张彤、李敏并称中戏“八大金钗”。同年在香港電影《榴槤飄飄》中擔任女主角，並奪得該年度香港電影評論學會大獎最佳女演員獎、2001年香港電影金像獎最佳新演員獎、第38屆金馬獎的最佳女主角獎及最佳新演員獎。
2011年与邓勇星、葛文喆及席然一同以電影《到阜陽六百里》獲得第48屆金馬獎最佳原著劇本獎，這也是她的第一個幕後獎項。

### 個人生活
2010年，成功透過「優秀人才入境計劃」，領取香港身分證。
2014年7月10日3时许，秦海璐在微博登出结婚照和结婚证，证实和男友王新军结婚。照片上顯示的是2014年1月23日「新婚留念」，兩人已在半年前登記結婚。

## 作品

### 电影
- 2000年：《榴槤飄飄》饰 阿燕
- 2001年：《像鸡毛一样飞》饰 方芳
- 2002年：《停不了的爱》饰 小璐
- 2003年：《冬至》饰 小白菜、《窒息》饰 玫子
- 2004年：《枪林恋曲》饰 华嫂、
- 2004年：《追击八月十五》饰 张琪、
- 2004年：《愛‧作戰》
- 2005年：《塔克拉玛干》饰 雅丹
- 2006年：《卧虎》饰 苏菲
- 2006年：《我的教师生涯》饰 周敏
- 2006年：《父子》饰 霞姐
- 2007年：《爱情呼叫转移》饰 高菲
- 2007年：《怒放》饰 杨林
- 2007年：《我叫刘跃进》饰 马曼丽
- 2009年：《爱情三十六计》饰 卢万华
- 2009年：《秋喜》饰 惠红莲
- 2010年：《真心话大冒险》饰 陶颖
- 2010年：《钢的琴》饰 淑娴
- 2010年：《到阜陽六百里》饰 曹俐
- 2011年：《桃姐》饰 蔡姑娘
- 2013年：《101次求婚》饰 桃子
- 2013年：《聖誕玫瑰》
- 2013年：《青春派》饰 撒老師
- 2014年：《京城81号》
- 2014年：《太平輪：亂世浮生》饰 夏珊
- 2015年：《三城記》饰 仇肖玲
- 2015年：《太平輪下部》饰 夏珊
- 2016年：《22個男人》饰 陳美智
- 2016年：《捉迷藏》饰 苏红
- 2018年：《冥王星时刻》
- 2020年：《不期而遇的夏天》饰 服装店老板
- 2020年：《云水》饰 苏梅
- 2021年：《悬崖之上》
- 2021年：《迷妹罗曼史》飾 露露
- 2022年：《扫黑行动》饰 周彤
- 2023年：《不止不休》饰 黄江夫人
- 2023年：《开国将帅授衔1955》饰 李贞
- 2024年：《全员嫌疑人》
- 2024年：《老枪》饰 金雨佳
- 待上映：《白衣逆行者》

### 电视剧
- 2001年 《非常公民》饰 文绣
- 2002年 《谁都会说我爱你》饰 贺佳勤
- 2003年 《桐籽花开》饰 巴玉香
- 2004年 《骊姬传奇》饰 骊姬
- 2004年 《偷心之问》饰 邹月
- 2005年 《如果月亮有眼睛》饰 罗曼丽
- 2005年 《爱有多深》饰 郑好
- 2005年 《东方朔》饰 罗绮
- 2005年 《女人的选择》饰 徐春妮
- 2006年 《谢谢你曾经爱过我》饰 殷之涵
- 2006年 《谁怜天下慈母心》饰 海君
- 2006年 《都是爱情惹的祸》饰 赵悦
- 2007年 《女人花》饰 林雪莲（汪子倩）
- 2007年 《好想回家》饰 安小秋
- 2008年 《鹰击莫斯科》（又名：中国商人）饰 李蔚蓝
- 2008年 《谍影重重之上海》饰 林旋
- 2009年 《再过把瘾》饰 杜梅
- 2009年 《鸽子哨》饰 米晓菊
- 2009年 《松花江上》饰 程馨桢
- 2009年 《金婚风雨情》（又名：金婚2）饰 石菲菲
- 2010年 《警察遇到兵》
- 2010年 《盘龙卧虎高山顶》饰 灯草
- 2010年 《金陵秘事》饰 白燕燕
- 2010年 《一个好汉两个帮》饰 罗妻
- 2011年 《武则天秘史》饰 韩国夫人
- 2011年 《天下无贼》饰 小上海
- 2011年 《火流星》饰 刘香梅
- 2011年 《我和丈母娘的十年战争》饰 孙菲
- 2011年 《幸福保卫战》
- 2011年 《光荣使命》饰 林海
- 2011年 《全家福》饰 刘翠兰
- 2012年 《伞娘传奇》（又名：冬雪）饰 杨冬雪
- 2012年 《独立纵队》饰 李淑蔚
- 2012年 《假如生活欺騙了你》饰 程真真
- 2013年 《今夜天使降臨》飾 凱瑟琳
- 2014年 《盾神》飾 史蔚兰
- 2014年 《幸福稍後再播》
- 2014年 《紅高粱》飾 單陳淑賢
- 2015年 《妈妈向前冲》飾 汪晴
- 2016年 《女不强大天不容》飾 徐文君
- 2016年 《妈妈向前冲冲冲》飾 汪晴
- 2017年 《白鹿原》饰 仙草
- 2017年 《向幸福前进》(2012年拍攝)饰 高丽华
- 2018年 《南方有乔木》饰 安宁
- 2018年 《楼外楼》饰 李春贤
- 2018年 《你迟到的许多年》饰 赵益勤
- 2019年 《老酒馆》饰 谷三妹
- 2019年 《河山》 饰 姜雅真（兼任"出品人"、"藝術監製"）
- 2020年 《亲爱的，你在哪里》 饰 何雪琳
- 2020年 《最初的相遇，最后的别离》 饰 小美人
- 2020年 《装台》饰 手枪
- 2021年 《小敏家》饰 李萍
- 2022年 《猎罪图鉴》（网络剧）饰 張局長
- 2022年 《她们的名字》饰 雷粒
- 2023年 《青春之城》饰 夏末
- 2023年 《做自己的光》饰 白杨
- 2024年 《风华往事》(2017年拍攝)饰 阮钰
- 2024年 《狗剩快跑》（网络剧）饰 王毛娘（兼任"藝術監製"）
- 2024年 《时光正好》饰 许梦安
- 2024年 《猎罪图鉴2》（网络剧）饰 張局長
- 2025年 《生万物》饰 費左氏
- 待播中 《女人花似梦》
- 待播中 《人民总理周恩来》饰 蒋英
- 待播中 《雷霆令》
- 待播中 《空中突击》
- 待播中 《五个失踪的少年》
- 待播中 《主角》

### 话剧
- 灵魂拒葬
- 梁祝
- 费加罗的婚礼
- 臭虫
- 2008年 红玫瑰与白玫瑰
- 2011年 四世同堂
- 2013年 青蛇(小青)

### 综艺节目
- 2014 超级先生 评委
- 2015 精彩好生活
- 2015 12道锋味 第二季
- 2016 跨界歌王 第一季
- 2016 星廚駕到 第三季
- 2018 幻樂之城
- 2019 中餐廳 第三季
- 2020 創造營2020 特邀教練
- 2021 妻子的浪漫旅行第五季
- 2023 花兒與少年第五季

### 音乐專輯
- 幸福回味，2005年
- 單行線，2007年

## 獎項紀錄
| 年度 | 頒獎典禮                   | 獎項                     | 作品                 | 結果 |
| 2000 | 第7屆香港電影評論學會大獎  | 最佳女演員               | 《榴槤飄飄》         | 獲獎 |
| 2000 | 第57屆威尼斯影展           | 最佳女演員               | 《榴槤飄飄》         | 提名 |
| 2000 | 第45屆亞太影展             | 最佳女演員               | 《榴槤飄飄》         | 提名 |
| 2001 | 第38屆金馬獎               | 最佳新演員               | 《榴槤飄飄》         | 獲獎 |
| 2001 | 第38屆金馬獎               | 最佳女主角               | 《榴槤飄飄》         | 獲獎 |
| 2001 | 第6屆香港電影金紫荊獎      | 最佳女主角               | 《榴槤飄飄》         | 獲獎 |
| 2001 | 第20屆香港電影金像獎       | 最佳女主角               | 《榴槤飄飄》         | 提名 |
| 2001 | 第20屆香港電影金像獎       | 最佳新演員               | 《榴槤飄飄》         | 獲獎 |
| 2001 | 第46屆亞太影展             | 最佳女主角               | 《像雞毛一樣飛》     | 提名 |
| 2002 | 第55屆瑞士盧卡諾影展       | 最佳女主角               | 《像雞毛一樣飛》     | 提名 |
| 2002 | 第55屆瑞士盧卡諾影展       | 特別嘉許獎               | 《像雞毛一樣飛》     | 獲獎 |
| 2005 | 第5屆華語電影傳媒大獎      | 最佳女配角               | 《愛·作戰》          | 提名 |
| 2006 | 第13屆香港電影評論學會大獎 | 最佳女演員               | 《父子》             | 提名 |
| 2010 | 國家院團劇目展演           | 優秀表演獎               | 《紅玫瑰與白玫瑰》   | 獲獎 |
| 2010 | 第2屆紐約中國電影節        | 亞洲傑出演員             | 《鋼的琴》           | 獲獎 |
| 2011 | 第18屆北京大學生電影節     | 最佳女演員               | 《鋼的琴》           | 提名 |
| 2011 | 第18屆北京大學生電影節     | 最佳女演員               | 《到阜陽六百里》     | 提名 |
| 2011 | 第48屆金馬獎               | 最佳原著劇本             | 《到阜陽六百里》     | 獲獎 |
| 2011 | 第48屆金馬獎               | 最佳女主角               | 《鋼的琴》           | 提名 |
| 2011 | 第14屆中國電影華表獎       | 優秀女演員               | 《鋼的琴》           | 提名 |
| 2011 | 第28屆中國電影金雞獎       | 最佳女主角               | 《鋼的琴》           | 提名 |
| 2011 | 第14屆上海國際電影節       | 最佳女主角               | 《鋼的琴》           | 獲獎 |
| 2011 | 第3屆青年電影手冊年度盛典  | 年度女演員               | 《鋼的琴》           | 獲獎 |
| 2011 | 第2屆壹戲劇大賞            | 年度最佳女主角           | 《四世同堂》         | 獲獎 |
| 2012 | 第14屆中國話劇金獅獎       | 優秀演員獎               | 《四世同堂》         | 獲獎 |
| 2012 | 第31屆香港電影金像獎       | 最佳女配角               | 《桃姐》             | 提名 |
| 2012 | 第3屆中國電影導演協會      | 年度女演員               | 《鋼的琴》           | 提名 |
| 2012 | 第12屆華語電影傳媒大獎     | 最佳女主角               | 《鋼的琴》           | 提名 |
| 2012 | 第12屆華語電影傳媒大獎     | 最佳女主角               | 《到阜陽六百里》     | 提名 |
| 2012 | 第12屆華語電影傳媒大獎     | 最佳編劇獎               | 《到阜陽六百里》     | 提名 |
| 2013 | 第16屆上海國際電影節       | 最佳女主角               | 《青春派》           | 提名 |
| 2013 | 第14屆中國電影金鳳凰獎     | 學會獎                   | 《青春派》           | 獲獎 |
| 2014 | 第12屆中國長春電影節       | 最佳女主角               | 《青春派》           | 提名 |
| 2014 | 第5屆中國電影導演協會      | 年度女演員               | 《青春派》           | 提名 |
| 2014 | 第14屆華語電影傳媒大獎     | 最佳女配角               | 《青春派》           | 提名 |
| 2014 | 第20屆上海電視節白玉蘭獎   | 最佳女演員               | 《假如生活欺騙了你》 | 提名 |
| 2014 | 第5屆國劇盛典              | 年度最佳女配角           | 《紅高粱》           | 提名 |
| 2015 | 第21屆上海電視節白玉蘭獎   | 最佳女配角               | 《紅高粱》           | 獲獎 |
| 2015 | 第17屆華鼎獎               | 中國百強電視劇最佳女配角 | 《紅高粱》           | 提名 |
| 2016 | 第3屆亞洲彩虹獎電視頒獎禮  | 最佳女配角               | 《紅高粱》           | 獲獎 |
| 2016 | 第35屆香港電影金像獎       | 最佳女配角               | 《三城記》           | 提名 |
| 2018 | 第31屆中國電視劇飛天獎     | 優秀女演員               | 《白鹿原》           | 提名 |
| 2018 | 第8屆國劇盛典              | 年度演技卓越劇星         | 《白鹿原》           | 獲獎 |
| 2018 | 第24屆上海電視節白玉蘭獎   | 最佳女演員               | 《白鹿原》           | 提名 |
| 2019 | 第4屆亞洲彩虹獎電視頒獎禮  | 最佳女主角               | 《白鹿原》           | 獲獎 |
| 2019 | 第26屆華鼎獎               | 百強電視劇女主角         | 《老酒館》           | 提名 |
| 2019 | 第26屆華鼎獎               | 最佳女主角               | 《老酒館》           | 提名 |
| 2019 | 第26屆華鼎獎               | 最受歡迎女演員           | 《老酒館》           | 提名 |
| 2019 | 第4屆金骨朵網絡影視盛典    | 最佳女主角               | 《老酒館》           | 提名 |
| 2020 | 第26屆上海電視節白玉蘭獎   | 最佳女演員               | 《老酒館》           | 提名 |
| 2020 | 第32屆中國電視劇飛天獎     | 優秀女演員               | 《老酒館》           | 獲獎 |
| 2020 | 第22屆上海國際電影節       | 金爵獎                   | 《拂鄉心》           | 提名 |
| 2021 | 第2屆陝西電影獎            | 最佳導演處女作           | 《拂鄉心》           | 提名 |
| 2021 | 第27屆上海電視節白玉蘭獎   | 最佳女配角               | 《裝台》             | 提名 |
| 2021 | 第15屆亞洲電影大獎         | 最佳女配角               | 《懸崖之上》         | 提名 |
| 2021 | 第2屆光影中國榮譽盛典      | 年度傳媒關注電影演員     | 《懸崖之上》         | 獲獎 |
| 2021 | 第2屆融屏傳播盛典          | 融屏影響力演員           | 《懸崖之上》         | 獲獎 |

其他
- 2007年：香港特區十周年電影選舉最佳女主角《榴槤飄飄》(提名)
- 2010年：第10届华语电影传媒大奖「最具才华女演员」
- 2011年：东方时尚2011中国最美50人「盛典专注之美」
- 2017年：第4屆中國演員頒獎典禮「最佳女主角(藍寶石)」

## 外部連結
- 秦海璐的新浪博客
- 秦海璐的新浪微博
- 秦海璐在互联网电影资料库（IMDb）上的資料（英文）
- 在AllMovie上秦海璐的頁面（英文）
- 秦海璐在香港影庫上的簡介
- 秦海璐在豆瓣上的资料（简体中文）
- 秦海璐在1905电影网上的简介（简体中文）
- 秦海璐在时光网上的簡介（简体中文）